# Yu Hasegawa
Yu Hasegawa (født 5. juli 1987) er en japansk fodboldspiller, som spiller for den japanske fodboldklub V-Varen Nagasaki.